# 宝鐘マリン
宝鐘 マリン（ほうしょう マリン、英: Houshou Marine、中: 宝钟 玛琳）は、日本のバーチャルYouTuber、バーチャルアイドル。所属事務所はホロライブプロダクション。

## 概要
誕生日は7月30日。身長150センチ。挨拶は「Ahoy! ホロライブ3期生、宝鐘海賊団船長の宝鐘マリンです～！」など。愛称は「船長」。
宝鐘海賊団の船長を名乗っているが、現在は海賊船を買う資金を貯めるためにVTuberとして活動をしているという。将来、海賊船に乗って宝さがしをする夢を持っている。
キャラクターデザインはあかさあい、Live2Dモデルの制作は入江燈、3Dモデルの制作はおんだがそれぞれ担当。ファンネームは「宝鐘の一味」。
VTuberに興味を持ったのはバーチャルYouTuber四天王の1人である輝夜月の動画がきっかけで、後ににじさんじ所属の月ノ美兎のファンとなり動画や配信を見るようになってから、自らがVTuberとなることに興味を持った。ホロライブの1期生である白上フブキや、2期生の湊あくあに憧れ、アイドルを目指してホロライブに入り、2019年に3期生としてデビューした。
配信内容は、イラスト制作、ゲーム実況、歌ってみたなどが多く、テンポの良いトークに、多彩な話題のレパートリー、視聴者のコメントを受けて話題を膨らませるなど、視聴者を飽きさせない配信が多い。話題のレパートリーは、宝鐘マリンが子どもの頃に見たテレビ番組や、当時のインターネット上での出来事、90年代から00年代のアニメ・漫画に関するオタク知識やネットミームなど多岐にわたり、公式設定である17歳という枠を超えているため、視聴者からしばしば成熟した女性として扱われ、ときにはおばさんと呼ばれてしまうこともある。
イラストを描くのが得意で、プロのイラストレーターとお絵かき配信をしたり、Twitterでも絵を投稿したりしている。お姉さん風にふるまって小悪魔的に誘惑するという設定もあり、大人向け同人誌を閲覧することや様々な画像を検索していることも、包み隠さず配信中の話題に積極的に取りいれている。配信中のコメントも下ネタが多めで、ホロライブ所属者の中では夏色まつりに次ぐ下ネタ好きを自称している。
好きなゲームは、サクラ大戦、東方Projectなどで、イラスト制作配信やゲーム配信でたびたび話題にあげられている。アプリゲームに声優として起用されたり、追加ダウンロードコンテンツで宝鐘マリンのキャラクターが登場したりするなど、幅広く活躍している。

## 来歴
- 2019年
  - 6月13日、デザインが公表され、演者の募集が行われる。当初、名前はまだ無く、単に「小悪魔系の海賊少女」として紹介されていた[14]。
  - 8月1日、白銀ノエル・不知火フレアと共に、名前・YouTubeチャンネル・Twitterアカウントが公表される[15]。Twitterでの活動を開始。
  - 8月11日、YouTubeで初配信を行い、ホロライブ3期生としてデビュー[1]。
  - 12月2日、YouTubeチャンネル登録者数10万人突破[16]。

- 2020年
  - 1月2日、正月衣装のLive2Dを披露[17]。
  - 2月15日、3Dモデルを披露[7]。
  - 7月30日、誕生日配信にて、オリジナルソング「Ahoy!! 我ら宝鐘海賊団☆」を公開[18]。
  - 10月18日、Live2D新衣装を披露[6]。
  - 11月26日、2020年のネット流行語100に「宝鐘マリン」がノミネート[19]。

- 2021年
  - 1月18日、YouTubeチャンネル登録者数100万人突破[20]。
  - 7月8日、YouTubeチャンネルがYouTubeポリシー違反を理由に停止するも、後に復旧する[21]。
  - 8月11日、2曲目のオリジナルソング『Unison』を公開[22]。

- 2022年
  - 4月27日、3曲目のオリジナルソング『マリン出航！！』を公開[23]。
  - 7月30日、誕生日配信にて、3D新衣装と4曲目のオリジナルソング『I'm Your Treasure Box *あなたは マリンせんちょうを たからばこからみつけた。』を公開[24][25]。
  - 8月1日、YouTubeチャンネル登録者数200万人突破[26]。

- 2024年
  - 1月10日、YouTubeチャンネル登録者数300万人突破[27]。これにより日本のホロライブに所属するタレントでは初のチャンネル登録者数が300万人を突破した。
  - 10月16日、シングルの『スキスキDieスキ超Ayeシテル』を公開した。

- 2025年
  - 5月5日、YouTubeチャンネルの登録者数が400万人を突破した[28][29]。
  - 7月31日、『スキスキDieスキ超Ayeシテル』のMVをYouTubeのプレミア公開で公開した。

## 出演

### ライブ・イベント
※はインターネット配信
- V×R GAME ーナゾトキバレンタイン（2020年2月7日 - 3月1日、ラゾーナ川崎プラザ）[30]
- 会える！ 話せる！ VTuberおしゃべりフェス on バレンタイン ホロライブ編（2020年2月16日、3331 Arts Chiyoda 体育館）[31]
- VTuber Fes Japan @ニコニコネット超会議2020（2020年4月18日・4月19日、※ニコニコ生放送[32]）
- VARK Presents. hololive Virtual LIVE series in VARK『Cinderella switch 〜ふたりでみるホロライブ〜』vol.1（2020年9月27日、※VARK）[33]
- hololive IDOL PROJECT 1st Live.『Bloom,』（2021年2月17日、東京ガーデンシアター）[34]
- HOLOLIVE FANTASY 1st LIVE FAN FUN ISLAND（2021年11月25日、TOKYO DOME CITY HALL・SPWN）[35]
- 湊あくあ ワンマンライブ2022「あくあ色 in わんだ〜☆らんど♪」（2022年1月28日、豊洲PIT・SPWN）ゲスト出演[36][37]
- 「hololive English 1st Concert -Connect the World-」Supported by Bushiroad（2023年7月2日、en:YouTube Theater） - ゲスト参加[38]
- Blue Journey 1st Live「夜明けのうた」（2023年9月13日、東京ガーデンシアター）[39]
- hololive GAMERS fes. 超超超超ゲーマーズ（2024年5月25日、国立代々木競技場）ゲスト出演[40]
- 「YouTube Music Weekend 8.0」（2024年8月25日、YouTube）[41]

#### ソロライブ
- 宝鐘マリン1stライブ「Ahoy!! キミたちみんなパイレーツ♡」（2024年12⽉7⽇ - 12月8日、Kアリーナ横浜）[42]

#### ホロライブ全体ライブ
- 「hololive 1st fes. ノンストップ・ストーリー」（2020年1月24日、豊洲PIT）[43][44][45]
- 「hololive 2nd fes. Beyond the Stage Supported By Bushiroad」STAGE1（2020年12月21日、※ニコニコ公式有料生放送&SPWN）[46][47]
- 「hololive 3rd fes. Link Your Wish Supported By ヴァイスシュヴァルツ」Day1（2022年3月19日、幕張メッセ）[48]
- 「hololive 4th fes. Our Bright Parade Supported By Bushiroad」DAY2（2023年3月19日、幕張メッセ）[49]
- 「hololive 5th fes. Capture the Moment Supported By Bushiroad」（2024年3月16日 - 3月17日、幕張メッセ）[50][51]
- 「hololive 6th fes. Color Rise Harmony」（2025年3月8日 - 3月9日、幕張メッセ）[52][53]

### テレビ番組
※はインターネット配信
- ホロごえっ!（2024年4月 - 、ABEMA※）[54]
- FNS歌謡祭（2023年、2024年）[28]

### ラジオ番組
※はインターネット配信
- ホロライブpresents Vのすこんなオタ活なんだワ！（2020年5月6日 - 、HiBiKi Radio Station※）[55][56]

### ゲーム
- 2020年
  - World of Warships（宝鐘マリン[57]）
  - ブイブイブイテューヌ（宝鐘マリン[58]）
  - 東方スペルバブル（宝鐘マリン） - DLC追加キャラクター[13]
  - オンゲキ - Ahoy!我ら宝鐘海賊団

- 2021年
  - CARAVAN STORIES（宝鐘マリン） - ゲーム内イベントとしてコラボイベントが開催。キャラクターとしても登場[59]。

- 2022年
  - あくありうむ。（宝鐘マリン[60]）
  - 妖怪ウォッチ ぷにぷに（8月1日 - 8月16日） - コラボイベント期間にゲーム内キャラクターとして追加[61]。

- 2023年
  - 美魔女の真実 -マリンの秘宝船-（宝鐘マリン）
  - キュービックスターズ（宝鐘マリン）[62]

- 2024年
  - ホロライブお宝マウンテン[63]

### 吹き替え
- 2024年
  - ゴーストバスターズ/フローズン・サマー[64][65]

### CM
- ソフトバンク「神ジューデンガール2」編（2024年11月29日 - ）乃木坂46の池田瑛紗と共演[66]。

### 書籍
- さいとうなおき『さいとうなおきのもったいない！イラスト添削講座』KADOKAWA、2021年8月26日、ISBN 9784046053770 - イラスト掲載[67]
- カバー株式会社『宝鐘マリン ファンブック&コミックアンソロジー #お宝海賊日誌』KADOKAWA、2022年1月27日、ISBN 9784049142075[68]

### MV
- HIMEHINA『V』（2025年6月）[69]

## タイアップ
- 選ばれなかった勇者の花嫁（2020年10月4日、※ライブ配信） - 同時視聴・実況[70]
- ドン・キホーテ（2021年10月23日 - 11月21日） - 対象店舗でコラボグッズの販売が行われた他、自身を含めたホロライブタレント4名による店内放送が実施された[71][72]。
- 郵便局物販サービス（2021年11月1日 - 2022年1月7日）ホロライブタレントとコラボした年賀はがきや限定グッズの発売が決定[73]。
- エルザジャパン（2021年11月11日）完成品PCの外装イラストに採用される形でコラボレーション。限定商品として販売[74]。
- 「ホロライブ神田祭2023」（2023年5月） - 神田祭、アトレ秋葉原とのコラボイベント[75]。
- 『グルーヴコースター フューチャーパフォーマーズ』（2025年7月）に楽曲『III』が収録された[76]。

## ディスコグラフィ
○主な出典：hololive（ホロライブ）公式サイト

### 宝鐘マリン
| 発売日        | タイトル                                                                     | 品番     | 出典   | 備考     |
| ------------- | ---------------------------------------------------------------------------- | -------- | ------ | -------- |
| 2020年8月12日 | Ahoy!! 我ら宝鐘海賊団☆                                                       | CVRD-006 | [ 77 ] | [ 注 2 ] |
| 2021年8月12日 | Unison                                                                       | CVRD-061 | [ 79 ] | -        |
| 2022年4月28日 | マリン出航!!                                                                 | CVRD-152 | [ 80 ] | -        |
| 2022年7月31日 | I’m Your Treasure Box ＊あなたは マリンせんちょうを たからばこからみつけた。 | CVRD-187 | [ 81 ] | -        |
| 2023年7月31日 | 美少女無罪♡パイレーツ                                                        | CVRD-316 | [ 82 ] | -        |
| 2023年8月9日  | 浪漫飛行                                                                     | CVRD-317 | [ 83 ] | [ 注 3 ] |
| 2024年7月31日 | 幽霊船戦                                                                     | CVRD-445 | [ 85 ] | -        |
| 2024年9月16日 | パイパイ仮面でどうかしらん?                                                  | CVRD-469 | [ 86 ] | -        |

| 発売日         | タイトル                         | 品番      | 出典   |
| -------------- | -------------------------------- | --------- | ------ |
| 2020年7月10日  | #幻想郷ホロイズム                | -         | [ 87 ] |
| 2024年10月16日 | Ahoy!! キミたちみんなパイレーツ♡ | HLP-10008 | [ 88 ] |

### ホロライブファンタジー / HOLOLIVE FANTASY
| 発売日         | タイトル                 | 品番     | 出典   |
| -------------- | ------------------------ | -------- | ------ |
| 2021年11月22日 | いんたらくとふぁんたじあ | CVRD-091 | [ 89 ] |
| 2024年3月31日  | REALITY FANTASY          | CVRD-402 | [ 90 ] |

### 魔法少女ホロウィッチ！
| 発売日        | タイトル              | 品番     | 出典   |
| ------------- | --------------------- | -------- | ------ |
| 2024年5月31日 | はじまりの魔法-charm- | CVRD-428 | [ 91 ] |
| 2024年8月25日 | On your side          | CVRD-460 | [ 92 ] |

### UMISEA
| 発売日        | タイトル                       | 品番     | 出典   |
| ------------- | ------------------------------ | -------- | ------ |
| 2021年9月19日 | 浸食!! 地球全域全おーしゃん    | CVRD-077 | [ 93 ] |
| 2022年8月29日 | りゅーーっときてきゅーーっ!!!  | CVRD-205 | [ 94 ] |
| 2023年5月3日  | うみシーのさちハピ！           | CVRD-286 | [ 95 ] |
| 2023年8月14日 | おーしゃんうぇーぶ・Party☆らぃ | CVRD-318 | [ 96 ] |

### hololive IDOL PROJECT
| 発売日        | タイトル                                            | 品番     | 出典            |
| ------------- | --------------------------------------------------- | -------- | --------------- |
| 2021年1月21日 | でいり～だいあり～!                                 | CVRD-22  | [ 97 ] [ 98 ]   |
| 2021年2月11日 | Dreaming Days                                       | CVRD-028 | [ 99 ] [ 100 ]  |
| 2022年8月19日 | 飛んでK！ホロライブサマー                           | CVRD-199 | [ 101 ]         |
| 2022年8月22日 | ホロメン音頭                                        | CVRD-200 | [ 102 ]         |
| 2023年7月30日 | アバンチュール♡ホリック                             | CVRD-311 | [ 103 ] [ 104 ] |
| 2024年3月15日 | ホロライブ言えるかな？hololive SUPER EXPO 2024 ver. | CVRD-406 | [ 105 ]         |

| 発売日        | タイトル | 品番     | 出典    |
| ------------- | -------- | -------- | ------- |
| 2021年4月21日 | Bouquet  | HOLO-001 | [ 106 ] |

### その他の参加作品
| 発売日         | タイトル                                                       | アーティスト                                                      | 品番       | 出典            | 備考     |
| -------------- | -------------------------------------------------------------- | ----------------------------------------------------------------- | ---------- | --------------- | -------- |
| 2021年2月25日  | Gimme吟味virtuaる最高star!!!!                                  | sasakure.UK feat. さくらみこ、白上フブキ、夏色まつり & 宝鐘マリン | -          | [ 107 ]         | [ 注 4 ] |
| 2023年11月13日 | SHINKIRO                                                       | GuraMarine（宝鐘マリン、Gawr Gura）                               | CVRD-351   | [ 108 ] [ 109 ] | -        |
| 2023年12月16日 | ブライダルドリーム                                             | 兎田ぺこら、宝鐘マリン                                            | CVRD-368   | [ 110 ]         | -        |
| 2024年2月7日   | 水たまり                                                       | Blue Journey                                                      | UPCH-89552 | [ 111 ]         | -        |
| 2024年3月21日  | ピパポ☆ピピプ                                                  | BABACORN（宝鐘マリン、白上フブキ）                                | CVRD-397   | [ 112 ]         | -        |
| 2024年5月4日   | I I I                                                          | 宝鐘マリン & Kobo Kanaeru                                         | CVRD-413   | [ 113 ]         | -        |
| 2024年8月28日  | キズナトキセキ with hololive JP                                | 湊あくあ                                                          | CVRD-466   | [ 114 ] [ 115 ] | -        |
| 2025年5月9日   | サンバーストfeat. Kj,宝鐘マリン,Mamiko (Produced by DJ FUMIYA) | Kj・宝鐘マリン・Mamiko・DJ FUMIYA                                 | -          | [ 116 ]         | [ 注 5 ] |

| 発売日        | タイトル                   | アーティスト               | 品番            | 出典    |
| ------------- | -------------------------- | -------------------------- | --------------- | ------- |
| 2020年12月7日 | ぽっぴんキッス             | さくらみこ&宝鐘マリン&AZKi | TCJPR0000714622 | [ 117 ] |
| 2023年9月6日  | 夜明けのうた               | Blue Journey               | UPCH-20658      | [ 118 ] |
| 2024年2月27日 | ほろはにヶ丘高校 -Covers-  | hololive × HoneyWorks      | HLP-10005       | [ 119 ] |
| 2025年6月2日  | MUSICAL Fantasia of Bremen | アキ・ローゼンタール       | CVRD-578        | [ 120 ] |